# Música dinàmica
En els videojocs, la música dinàmica (també anomenada música adaptativa o interactiva) és una tecnologia que permet que la música de fons canviï el seu volum, ritme o tonalitat en resposta a esdeveniments dins del joc.

## Història
La música dinàmica va ser utilitzada per primer cop en el videojoc Frogger de Konami (al 1981), on la música canviava abruptament cada vegada que el jugador assolia un safepoint en el joc.
Més tard, aquest recurs apareixerà en videojocs importants com Wing Commander, Monkey Island 2: LeChuck Revenge i Ultima Underworld: The Stygian Abiyss. Des de llavors s'ha popularitzat i ha estat utilitzat en jocs com Mushroom Men, Skies of Arcadia, Guitar Hero o The Last Remnant.
Molts jocs de LucasArts van utilitzar el sistema de música dinàmica iMUSE, creat originalment per a Monkey Island 2. Jocs com Dark Forces, Star Wars: TIE Fighter, Full Throttle o Grim Fandango. El sistema iMUSE permet una transició suau entre els diferents temes de la banda sonora en comptes de talls sobtats.
Altres jocs posteriors que van fer un ús notable de sistemes de música dinàmica similars són les sèries Deus Ex i Freespace.
És també molt utilitzada en el gènere dels jocs de rol, on sovint s'utilitza per canviar la música quan el jugador entra en combat o viatja per diferents seccions del mapa, un exemple clar és el clàssic The Elder Scrolls III: Morrowind o el recent Kingdom Come: Deliverance

## Tècniques de seqüenciació
La música dins de vídeojocs o pel·lícules molts cops serveix per submergir els espectadors a la trama, diferenciarem dues tècniques diferents: re-seqüenciació horitzontal i re-orquestració vertical. La re-seqüenciació horitzontal és el mètode mitjançant el qual diferents fragments de música poden ser mesclats segons les interaccions del jugador respecte la trama o el món del joc. La re-sequenciació més bàsica és una simple transició entre dues pistes diferents de la banda sonora. Quan l'escenari canvia, la primera pista s'esvaeix mentre l'altre comença a sonar. Una variant més elaborada d'aquest mètode és l'embrancament per fases. En aquest cas el canvi a la següent seqüència musical comença quan aquesta ha acabat. Una tècnica més sofisticada i flexible és la de les transicions dedicades. Aquestes s'activen al canviar entre segments diferents per aconseguir un canvi fluit i progressiu.
La reorquestració vertical és una tècnica que mitjançant la fragmentació de la música en pistes separedes permet combinar-les per canviar el cicle de la música segons els moviments i accions del jugador dins de la narrativa. Jocs, com Halo 2, han emprat una mescla d'aquestes tècniques en la creació de les seves bandes sonores. Street Fighter II i Mario Kart DS són exemples de jocs que canvien el tempo de la música segons la intensitat d'allò que succeeix.

## Música algorítmica
En comptes de confiar en pistes individuals d'àudio, alguns jocs generen automàticament el seu contingut sonor en temps real durant el transcurs de la partida, com el cas d'Spore, el qual utilitza una versió integrada del programa de música Pure Data per generar música que es reprodueix amb l'afegit dels sons que l'usuari crea en la seva partida. El Ape Out és un altre exemple notable, amb una banda sonora de percussió de jazz generada proceduralment que canvia en base a la intensitat del gameplay, així com les accions i moviments del jugador.

## Bandes sonores canviants
Els jocs també poden tenir dues bandes sonores i barrejar-les, com en el cas de FTL: Faster Than Light; el qual té una versió tranquila de cada pista, per els segments del joc en els que estàs explorant el mapa i una versió més rítmica per als combats. Quan el jugador entra en una batalla, l'àudio transiciona a la "versió de combat", que compta amb l'addició de percussió i amplificació dels sons més greus. Així, la transició entre fases del joc és suau i no espatlla la immersió del jugador. Aquest ús de la música dinàmica contrasta amb el que es fa a la sèrie Super Mario amb la cançó de la estrella: aquí el canvi de la música és sobtat i obvi perquè als dissenyadors els interessa que el jugador identifiqui ràpidament que ha aconseguit la invulnerabilitat, aquesta música també desapareixerà una mica abans que la invulnerabilitat per avisar el jugador que només li queda un instant.

## Interactiu mesclant de música i efectes de so
Alguns videojocs, com Rez i Extase, utilitzen efectes de so activats per les accions del jugador que es retarden automàticament per sincronitzar-se amb la música de fons. Això crea un paisatge musical interactiu en el que les accions del jugador prenen part activa i instantàniament. En la caixa d'Extase, el sistema de música, creat per Stéphane Picq, va ser anunciat amb un adhesiu com "Sistema de Música Interactiva" sent un dels atractius del joc.

## Com a objectiu del joc
Jocs de música com Sound Shapes utilitzen la música dinàmica com l'objectiu del joc. Quan jugador progresa al joc (recollint més 'monedes'), la banda sonora (que està composta únicament per les melodies i els batecs que van creant aquestes 'monedes') s'intensifica per senyalar que s'està fent bé.